# Llaurí
Llaurí ist eine Gemeinde (municipio) mit 1.236 Einwohnern (Stand: 2024) in der spanischen Provinz Valencia. Sie befindet sich in der Comarca Ribera Baja.

## Geografie
Llaurí liegt etwa 39 Kilometer südlich vom Stadtzentrum Valencias in einer Höhe von ca. 15 m. Durch die Gemeinde führt die Autopista AP-7.

## Demografie
| 1900 | 1910 | 1920 | 1930 | 1940 | 1950 | 1960 | 1970 | 1981 | 1991 | 2001 | 2011 | 2021 |
| ---- | ---- | ---- | ---- | ---- | ---- | ---- | ---- | ---- | ---- | ---- | ---- | ---- |
| 959  | 1432 | 1366 | 1542 | 1817 | 1806 | 1862 | 1681 | 1557 | 1391 | 1347 | 1306 | 1169 |

## Sehenswürdigkeiten
- Kirche der Unbefleckten Empfängnis (Església de la Purísima Concepción) von 1690
- altes Windrad
- Rathaus

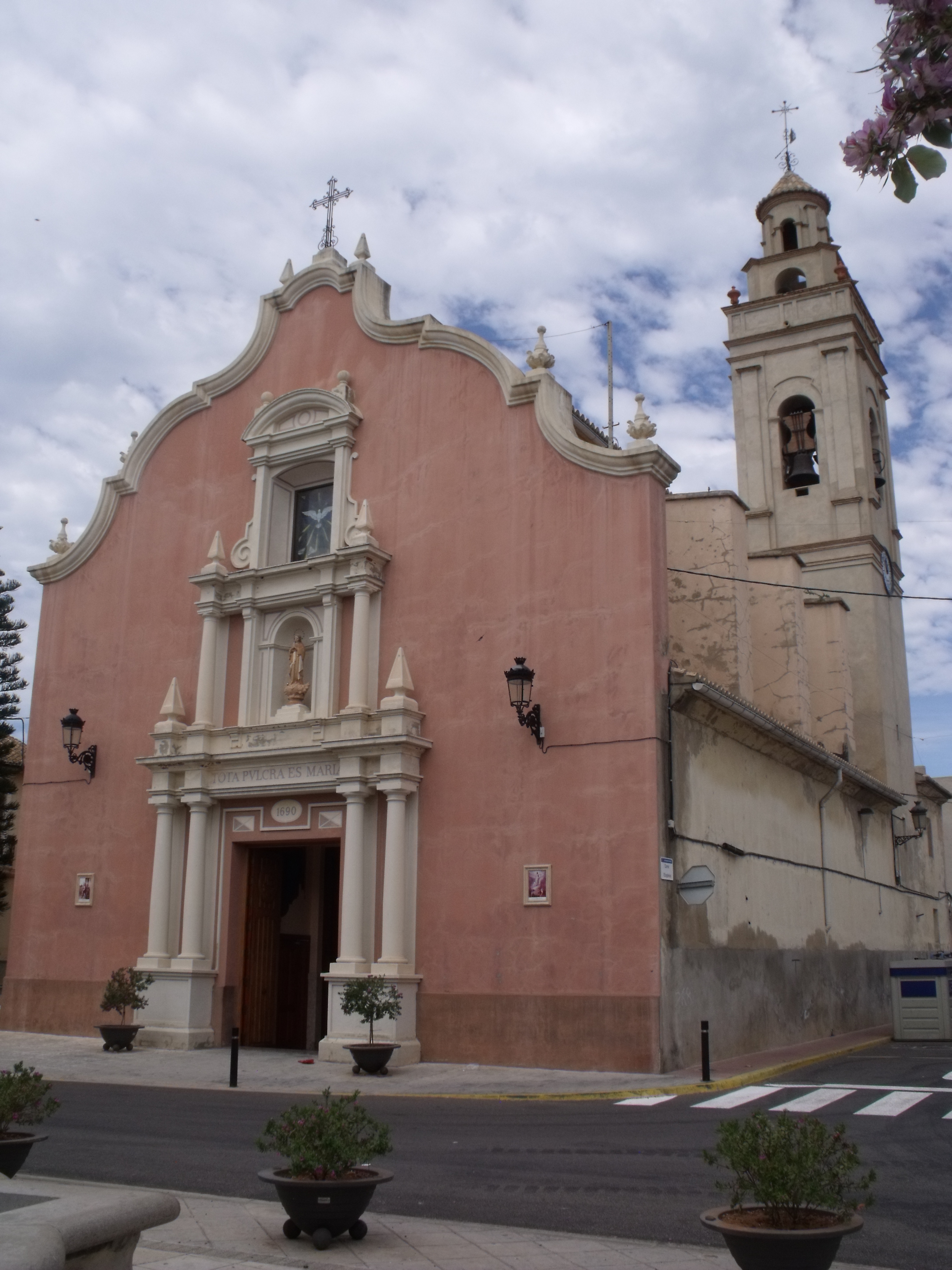
Marienkirche
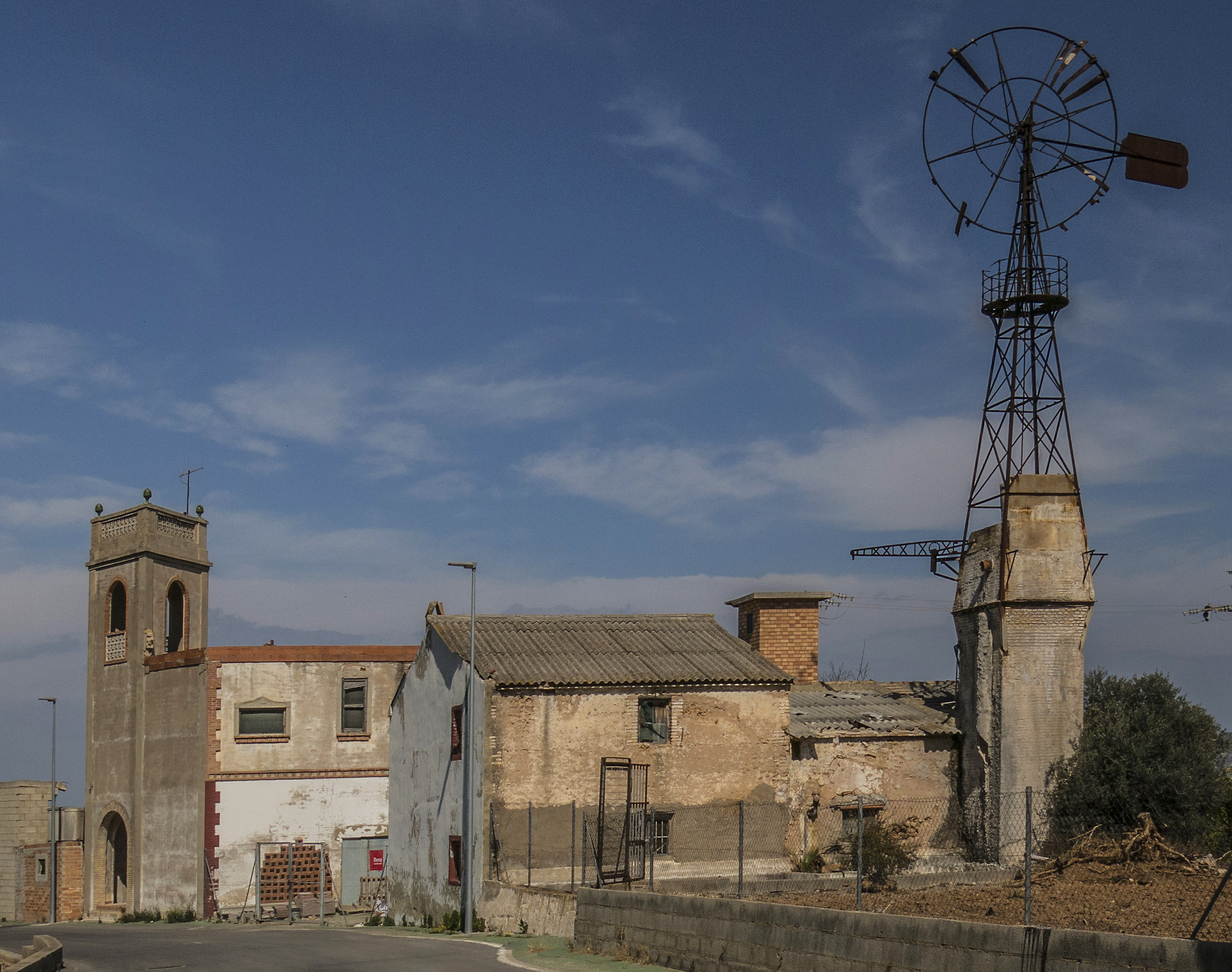
Windrad
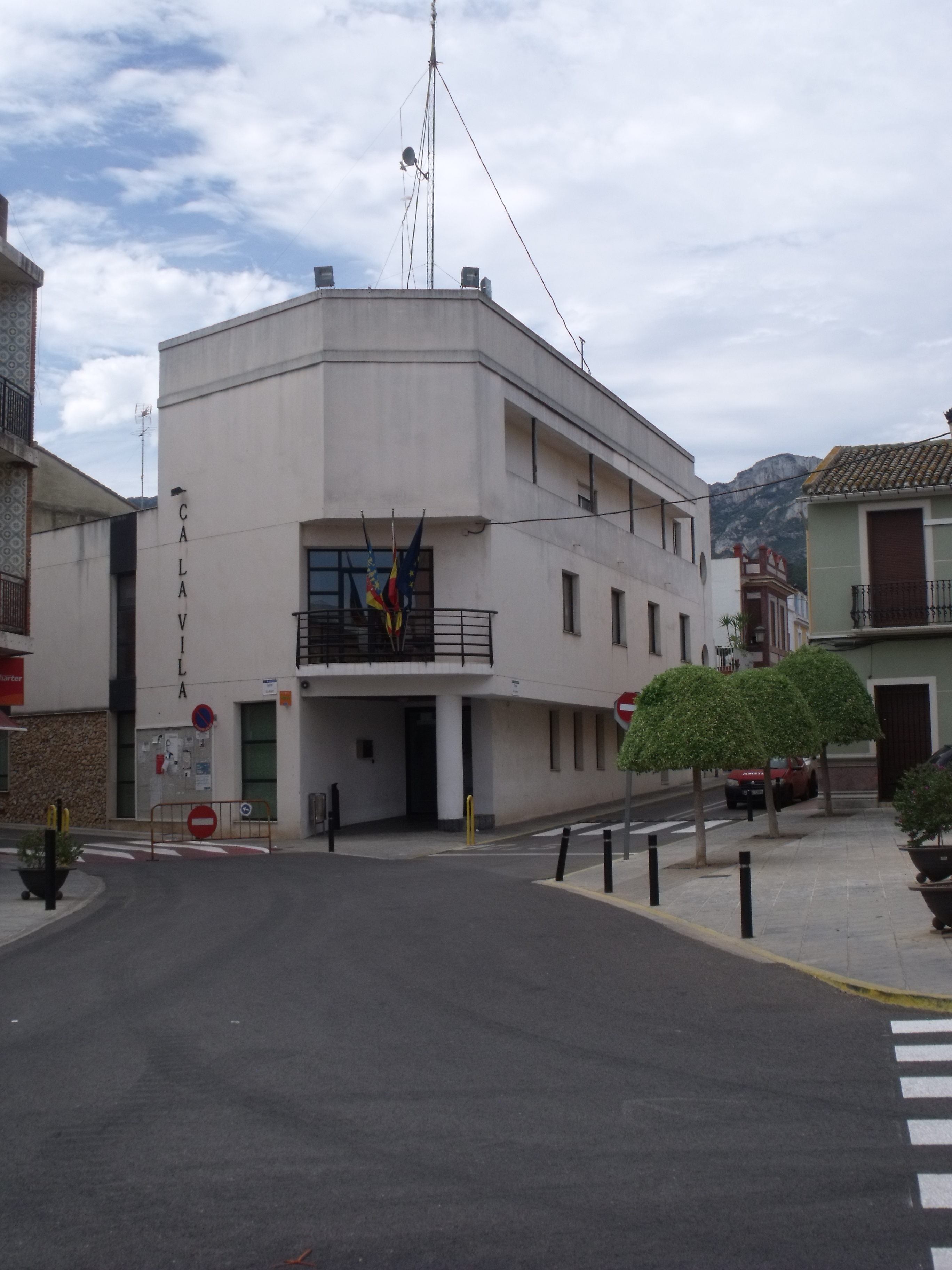
Rathaus

## Gemeindepartnerschaft
Mit der spanischen Gemeinde Callosa de Segura in der Provinz Alicante (ebenfalls Valencianische Gemeinschaft) besteht eine Partnerschaft.